# The Horse Soldiers
The Horse Soldiers is een Amerikaanse western uit 1959 onder regie van John Ford. Het scenario is gebaseerd op de gelijknamige roman uit 1956 van de Amerikaanse auteur Harold Sinclair. In Nederland werd de film uitgebracht onder de titel De ruiters van de Mississippi.

## Verhaal
Een noordelijke cavalerieafdeling moet tijdens de Amerikaanse Burgeroorlog een spoorlijn van de Geconfedereerden vernietigen. In de cavalerieafdeling zijn er spanningen tussen de legerarts en de kolonel. Een vrouw komt achter het opzet van hun geheime missie en wordt daarom meegenomen.

## Rolverdeling
| Acteur           | Personage              |
| ---------------- | ---------------------- |
| John Wayne       | Kolonel John Marlowe   |
| William Holden   | Majoor Henry Kendall   |
| Constance Towers | Hannah Hunter          |
| Judson Pratt     | Sergeant-majoor Kirby  |
| Hoot Gibson      | Sergeant Brown         |
| Ken Curtis       | Korporaal Wilkie       |
| Willis Bouchey   | Kolonel Phil Secord    |
| Bing Russell     | Dunker                 |
| O.Z. Whitehead   | Hoppy Hopkins          |
| Hank Worden      | Diaken Clump           |
| Chuck Hayward    | Kapitein van de Unie   |
| Denver Pyle      | Jackie Jo              |
| Strother Martin  | Virgil                 |
| Basil Ruysdael   | Commandant             |
| Carleton Young   | Kolonel Jonathan Miles |